# Parter (vrtna umetnost)
Parter je formalni vrt zgrajen na ravni površini, ki ga sestavljajo blazinaste zasaditve, običajno v simetričnih vzorcih, ločenih in povezanih s peščenimi potmi. Blazine so lahko obrobljene s kamnom ali tesno pristriženo živo mejo in ne smejo vsebovati cvetja.
Francoski parter izvira iz vrtov francoske renesanse 15. stoletja in imajo pogosto obliko vozlastega vrta. Kasneje, v baroku 17. stoletja, je postal bolj dodelan in bolj stiliziran. Francoski parter je dosegel višek razvoja v Versaillesu. Ta je navdihnil mnoge druge podobne parterje po vsej Evropi

## Zgodovina
Parter je v Franciji razvil Claude Mollet, (ca. 1564 - tik pred 1649), premier jardinier du Roy- prvi vrtnar treh francoskih kraljev, Henrika IV., Ludvika XIII. in mladega Ludvika XIV., član dinastije Mollet, francoskih oblikovalcev vrtov v sedemnajstem stoletju) in je trajal globoko v 18. stoletje. Njegov navdih pri razvoju so bili potiskani compartimens 16. stoletja - preprost preplet oblikovanih zelišč, včasih odprt in zapolnjen s peskom ali zaprt in napolnjen s cvetjem - slikarja Etienne du Péraca, ki se je vrnil iz Italije z gradu Anet, kjer sta on in Mollet delala. Okoli 1595 je Mollet predstavil predel na novo oblikovanega parterja v kraljevih vrtovih v Saint-Germain-en-Laye in Fontainebleau. Polno razvita spiralasta vezenina, kot parterres en broderie, se je pojavila prvič v Alexandre Francinija vgraviranem pogledu revidiranih načrtov zasaditve v Fontainebleau in Saint-Germain-en-Laye leta 1614. 
Pristrižen pušpan je doživel odpor pri vrtnih pokroviteljih zaradi svojega "neprimernega vonja" kot ga je opisal zeliščar Gervase Markham. Leta 1638 je Jacques Boyceau opisal paleto oblik v iz pušpana, ki jih mora vrtnar biti sposoben zagotoviti:
 Parterji so nizki okrašeni vrtovi, ki so zelo elegantni še posebej, če jih gledamo iz dvignjenega položaja: so izdelani iz mej različnih grmov in grmovnic različnih barv, oblikovanih na različne načine, kot so predelki, listje, vezenine (passements), moresques, arabeske, groteske, giljoše, rozete, sonce z žarki (gloires), grbe, monograme in embleme.
-Traité Du iardinage selon les upravičiti de la nature et de l'art, pp 81-82 (quoted by Laird)

V 1630-ih je zapleten parterres de broderie prikazan v Wilton House tako veličasten, da je gravura edina sled, ki je ostala. Parterres de pelouse ali parterres de gazon se nanašata na vezenino parterja z nizkimi gojenimi zelišči, kot so kamilica, kot tudi nizko pokošena trava. Aleje in poti so tisto, kar je ločilo kvadrate na parterju.
Parter je zašel v nemilost v 18. stoletju in bil nadomeščen z naravnim angleškim krajinskim parkom, ki je nastal v Angliji leta 1720. Vendar pa je v parter v 19. stoletju doživel preporod, ki je sovpadel z neorenesančno arhitekturo in modo svetnih preprog, ki so bile izvedene iz množice posajenih neodpornih cvetočih enoletnic, ki so bile na novo posajene na začetku vsake sezone v barvah, ki so sestavljale določeno obliko. Potrebovali so ravne površine in dvignjeno teraso, iz katere so lahko ogledovali design, zato je bil parter prerojen v spremenjenem slogu.

## Primeri
Na Kensingtonski palači je parter zasadil Henry Wise, katerega drevesnica je bila v bližini pri Brompton. V gravuri iz 1707-1708 so glede na datum baročni modeli pristriženih pušpanov vsakega odseka, simetrično okoli centra, v nizki živi meji so točkovna drevesa formalno pristrižena v storžke. Njihova tradicionalna postavitev 17. stoletja: široka osrednja gramozna pot deli parcelo, vsaka je razdeljena v štiri dele in se zdi, da so preživeli od palačne oblike (pre-1689) kot v Nottingham House. Podrejena krila imajo podrejene parterje brez poskusa integracije v celoto.
V princa Eugena palači Belvedere na Dunaju, je bil potopljen parter pred fasado, ki je obrnjena proti mestu, obdan na tradicionalen način z dvignjenimi potmi, iz katerih bi bilo mogoče najbolje videti vzorec. Na obeh straneh so zidovi z doprsnimi kipi na herma podstavkih, z mladimi drevesi v ozadju parterja in spremljevalnim vrtnim prostorom. Formalni baročni vzorci so dali obliko simetričnemu paru spiralastih rokokojskih arabesk, proti prodnatim tlem. Zdi se da so poskušali narediti prilegajoč okvir obliki parterja. Onstran (v senci blizu ospredja) je par bazenov s centralnim curkom vode.
V Veliki Britaniji so sodobni parterji v parku Trereife [2] v Penzanci (Cornwall), pri gradu Drumlanrig v Dumfriesshireu in v Bodysgallen Hall blizu Llandudna. Primere lahko najdemo tudi na Irskem, na primer na gradu Birr. Med največjimi v Veliki Britaniji je v Clivedenu v Buckinghamshireu, ki pokriva območje 1,6 ha. Sestavljen je iz simetričnih klinastih blazin napolnjenih z mačjo meto (Nepeta cataria), santolino in vrsto grinta (Senecio), obrobljena z živo mejo. Piramidaste tise stojijo na vogalih.
Nekateri zgodnji vrtovi so bili prekriti s travo ali drugo krajino, a originalni sledovi so še vidni kot valovanje današnje pokrajine. Primer tega pojava je vrt iz začetka 17. stoletja na gradu Muchalls na Škotskem.
V Charlecote parku v Warwickshireu je bil prvotni parter iz leta 1700 obnovljen na terasi s pogledom na reko.

## Parterre de pièces coupées pour les fleurs
Posebna oblika parterja je Parterre de pièces coupées pour les fleurs, ki je bil uporabljen predvsem v baročnih vrtovih.
Obroba je izvedena kot v parterju renesančnih vrtov predvsem zaradi nizkih pušpanovih živih mej. Žive meje so bile oblikovane bodisi v simetričnimi, geometrijskih ali okrasnih vzorcih. Območje znotraj so posadili z rožami.

## Parterre à l’Angloise
Po Augustin Charles d'Aviler je Parterre à l'Angloise oblika parterja, ki je bil označen s travnatimi oddelki. Travnati oddelki so bili zamejeni z robovi, ki so bili napolnjeni s črno zemljo za cvetlične zasaditve. Pušpani (haies de buis) so morali biti oddaljeni od trave.

## Zgodovinske slike
- Parter palace Branicki, Białystok, 1750-ih
- Poletni vrt v Sankt Petersburgu, 1716
- Palača Belvedere, Dunaj, gravura 1753
- Parter parka Saxon v Varšavi, 1765

### Galerija
- Parterne blazine so pripravljene za sajenje, s peščenimi potmi. Prikazana je polovica simmetrične zasnove
- Drug pogled na blazine tri mesece po sajenju
- Iste blazine 18 mesecev po sajenju